# Dammipi Noupokou
Dammipi Noupokou est un homme politique togolais.

## Biographie

### Carrière politique
Dammipi Noupokou est ministre des Mines, de l'Énergie et de l'Eau dans le gouvernement de Komlan Mally (2007-2008) puis passe ministre des Transports dans le gouvernement de Kwesi Séléagodji Ahoomey-Zunu. Il devient ministre des Mines et de l'Énergie en septembre 2013.